# Chen Po-Yen (tenis de mesa)
Chen Po-Yen (29 de octubre de 2006) es un deportista taiwanés que compite en tenis de mesa adaptado. Ganó una medalla de plata en los Juegos Paralímpicos de París 2024, en la prueba Individual (clase MS11).

## Palmarés internacional
| Juegos Paralímpicos | Juegos Paralímpicos | Juegos Paralímpicos | Juegos Paralímpicos |
| Año                 | Lugar               | Medalla             | Prueba              |
| ------------------- | ------------------- | ------------------- | ------------------- |
| 2024                | París (Francia)     | Medalla de plata    | Individual MS11     |